# Tasha Reign

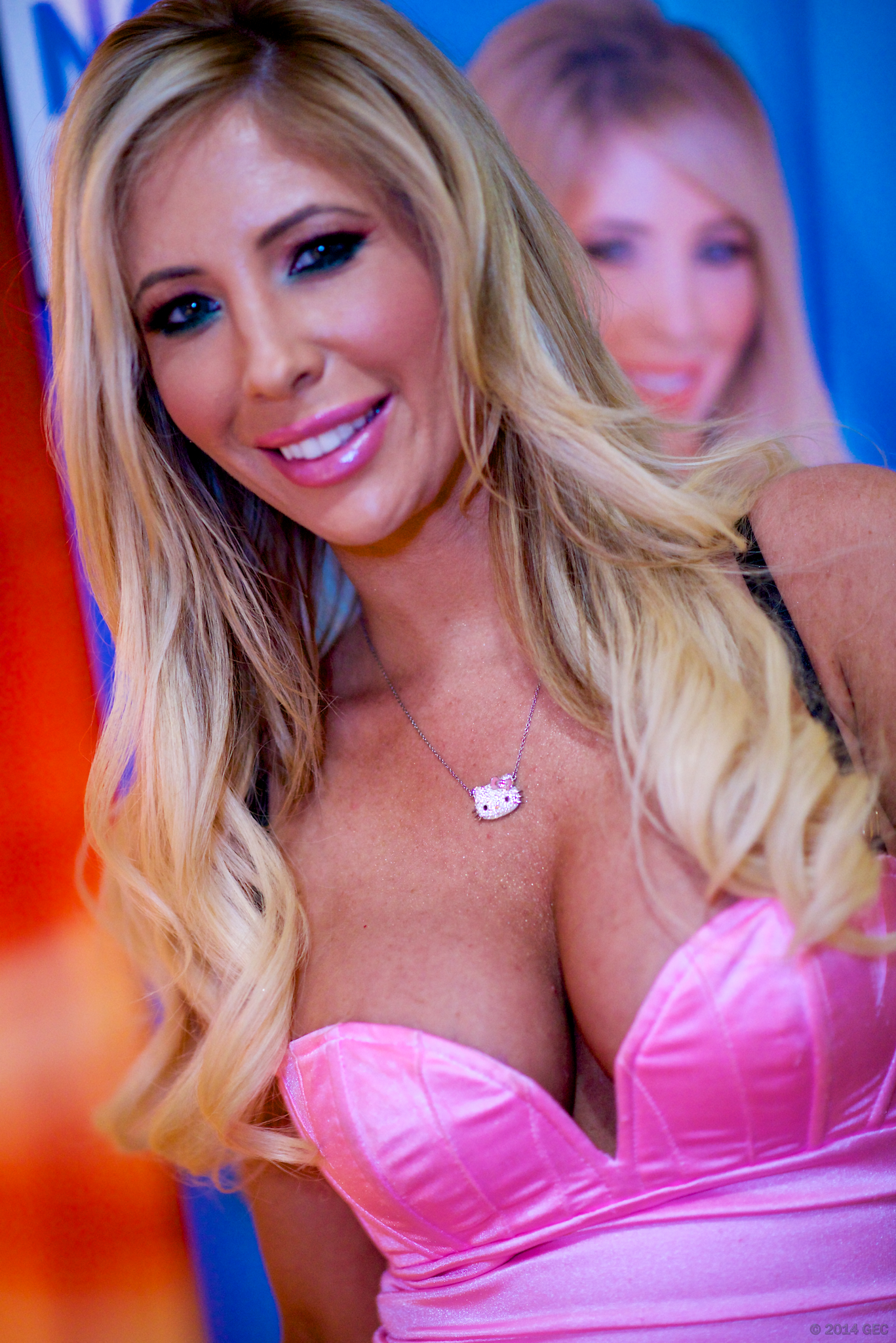
Tasha Reign (2014)

Tasha Reign (* 15. Januar 1989 in Kalifornien als Rachel Swimmer) ist eine US-amerikanische Pornodarstellerin, -produzentin und Kolumnistin. Sie trat auch als Aktmodell für Playboy und Penthouse auf.

## Leben

### Karrierestart
Reign ist wie Jesse Jane und Tory Lane ein ehemaliges Hooters-Girl. Sie begann ihre Karriere als professionelle Stripperin im Jahr 2008, als sie in einem Club namens „Silver Reign“ auftritt und von dem sie auch ihren Künstlernamen ableitete. Neben ihrer Karriere vor der Kamera ist sie als Studentin in Frauenforschung an der UCLA eingeschrieben.

### Modeling und Filme
Während ihrer Zeit als Studentin an der UCLA, wurde Reign vom Playboy Magazin für die 2010 Ausgabe „Girls of the Pac-10“ gecastet. Sie war neben mehreren Fotostrecken im Playboy auch Centerfoldmodel in der April 2011 Ausgabe des Magazins Penthouse und war im folgenden Monat „Penthouse Pet of the Month.“ Im Februar 2013 war sie auf dem Cover von OC Weekly zu sehen, einem Tochtermagazin von The Village Voice.
Im Erotikfilm Obsession von Regisseur Kent Sawyer spielte sie als Monique mit. Ebenfalls war sie in einer kleinen Nebenrolle als Escort-Dame im Actionfilm Blood of Redemption und im Erotikfilm Strippers from Another World von Dean McKendrick zu sehen.

### Hardcorebranche

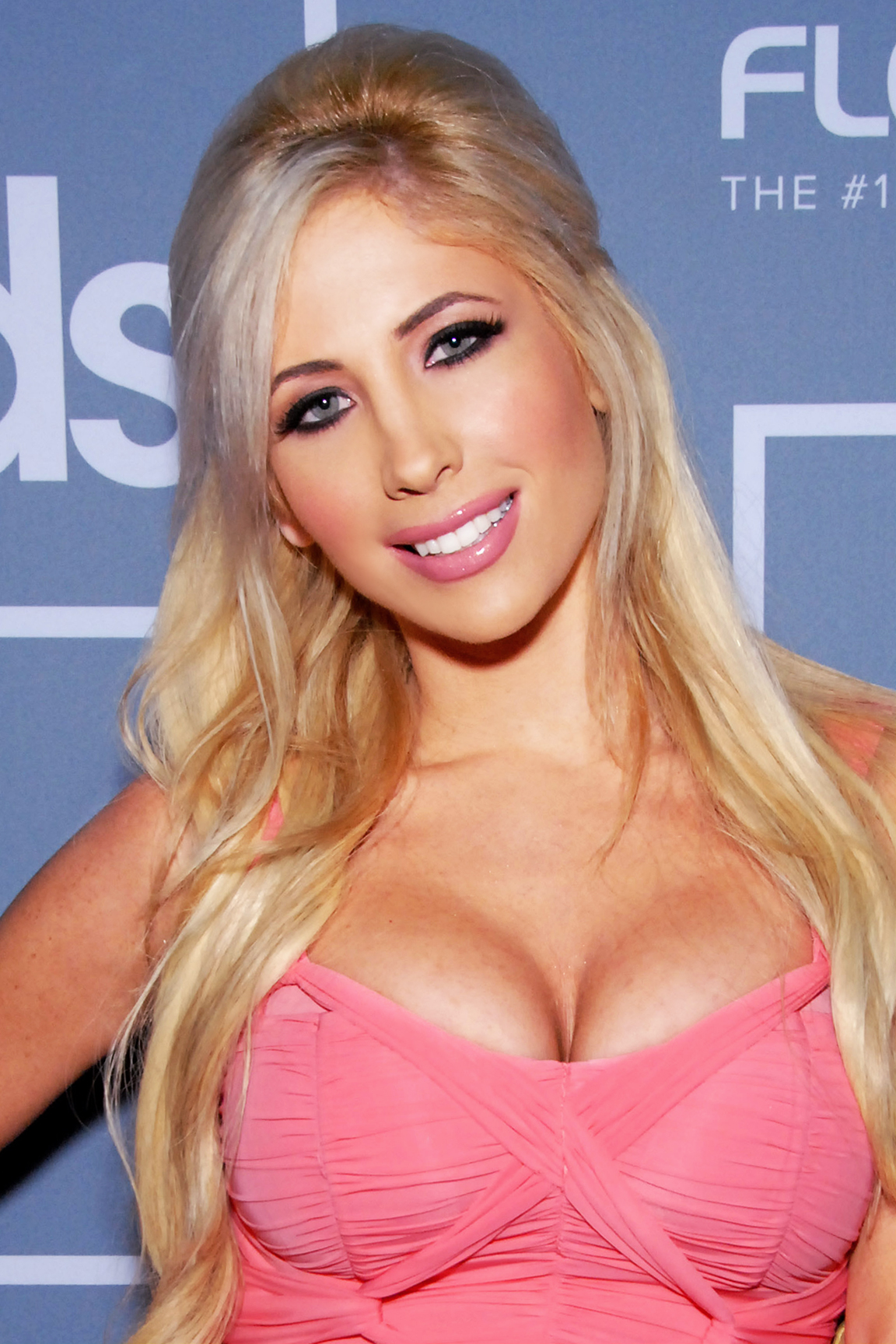
Tasha Reign, 2012

Nachdem sie bei der Agentur LA Direct Models unterschrieben hatte, drehte sie ihren ersten Film im Jahr 2010 im Alter von 21 Jahren, eine Lesbenszene für das Label Lethal Hardcore. Zu ihren Filmen zählen neben einigen Filmen des Lesbo-Genre (z. B. Water Guns, Molly’s Life 13, Kittens & Cougars 5 und Party Of Three 3) auch Pornoparodien wie beispielsweise Anchorman: A XXX Parody und Zorro XXX: A Pleasure Dynasty Parody. Sie ist auch mit Szenen in Teilen der Serien Big Tits at School 13, Big Wet Tits 12 und Blow Me Sandwich 15 zu sehen. Zudem drehte sie für das renommierte Studio Digital Playground und ist beispielsweise in den Spielfilmen Code of Honor und Stripper Pole zu sehen. Sie hat auch für Studios wie Wicked Pictures (u. a. der Film A Love Story), Jules Jordan Video, Pure Play Media gearbeitet. Zudem drehte sie Szenen für die Websites Brazzers und Reality Kings. Im Jahr 2013 spielt sie für Digital Playground die Hauptrolle in Swans Of L.A. - Season One, u. a. mit Mia Malkova und Dani Daniels.
Sie gründete im Jahr 2012 ihr eigenes Produktionsstudio „Reign Productions“ und hat bisher folgende Filme veröffentlicht, in denen sie auch selbst mitspielt: Girly Girls Like It Rough (2012, u. a. mit James Deen), Tasha Reign Is Sexy! (2012, u. a. mit Christie Stevens), Streaker Girls (2013, u. a. mit Capri Anderson), Some Like It Kinky (2013), Slumber Party Cupcake Sluts (2013, u. a. mit Lexi Swallow), Reign Over Me (2013) und Pony Tales (2014, mit Cameron Dee, Rikki Six, Jessa Rhodes). Im April 2013 zeigte sie im Film Sacred Holes von Brazzers ihre erste Anal-Szene. Dort folgten The Plaything und Cinderella Meets Her Pricks Charming. 2014 veröffentlichte sie den Film Deep Inside Tasha des Regisseurs B. Skow, in dem sie mit Taylor Vixen, James Deen und Peter North zu sehen ist. Ebenfalls 2014 erschien der Film Daddy’s Little Groupies des Regisseurs Barrett Blade, in dem sie neben Romi Rain, Jessa Rhodes, Steven St. Croix und Summer Brielle spielt. Im gleichen Jahr ist Reign in dem vom Studio Digital Playground produzierten Pornospielfilm Paradise City in einer Lesbenorgie zusammen mit Carmen Caliente, Kenna James und Samantha Rone zu sehen. Im Jahr 2015 drehte sie Szenen in Tonight’s Girlfriend 44 von Naughty America, Girls With Huge Boobs von James Deen, Blonde’s First Butt (Girlsway) von Girlfriends Films, Party Of Three 14 von Bang Bros, My Friend's Hot Girl 16 und Diary of a Nanny 6 von Naughty America sowie Sexual Education und Office Booty von Brazzers, Fantasies Come True 5 (Pure Passion) und Naughty Athletics 20 sowie eine Szene in Threesome Fantasies Fulfilled 5 (Pure Passion) mit Danny Mountain und Taylor Whyte. Zudem war sie der Coverstar für My Wife’s Hot Friend 25. 2016 drehte sie eine Szene für Tug Jobs 43. Im Februar 2016 veröffentlicht das Studio Elegant Angel den Film Hard Reign, ein Showcase-Werk für Reign, in dem sie in allen vier Szenen zu sehen ist und in dem sie ihre erste Interracial-Szene mit Jovan Jordan hat. Weiterhin drehte sie 2016 eine Szene mit Lexi Belle für Texas Hoedown der Regisseurin Alexis Texas, eine Szene für My Wife’s Hot Friend 31 von Naughty America sowie eine Lesben-Szene mit Alix Lynx für What’s My Specialty und eine Szene für I Have a Wife 38. Auch 2017 drehte sie mit Texas in ihrem Film Alexis Loves Girls. Im selben Jahr ist sie in einer Szene des Films Big Wet Interracial Tits 2 zu sehen.

### Arbeit als Autorin
Im März 2012 begann sie für das Indie-Rock-Magazin Rock Confidential als Musikkritikerin zu schreiben, als „The World’s Hottest Music Critic“. Im April 2013 verkündete OC Weekly, dass Reign als Kolumnistin beginnen würde. Der erste Artikel handelte von einem Kommentar zu Los Angeles County’s Measure B. Im Februar 2014 begann sie als Kolumnistin für die Huffington Post zu schreiben.

## Auftritte in Öffentlichkeit und Medien
Zu ihrer High-School-Zeit wurde sie für die dritte Staffel der MTV Reality TV-Serie Laguna Beach gecastet, unter ihrem bürgerlichen Namen, Rachel.
Während eines Urlaubs im Mai 2012 in Monaco zusammen mit der Kollegin Brooklyn Lee, traf Reign den ehemaligen US-Präsidenten Bill Clinton. Ein Foto mit den beiden Pornodarstellerinnen und Clinton fand weite Verbreitung im Internet. Reign erklärte zum Foto, dass sie ein großer Fan Clintons sei und nicht andersherum.
Reign trat in der Filmdokumentation „Twilight of the Porn Stars“ des Regisseurs Louis Theroux für die BBC auf. Reign teilte der britischen Zeitung Sunday Sport mit, dass die Dokumentation ein negatives Bild der Branche zeichnet, welche sie liebe. Zum Forum Porn, Prostitution, and Censorship: The Politics of Empowerment im Februar 2014 an der UCLA war sie gemeinsam mit Jessica Drake sowie Adella Curry, Professor Christopher Mott und Jennifer Moorman als Teilnehmerin eingeladen, um verschiedene akademische Ansichten zu Pornographie zu diskutieren.

## Nominierungen und Auszeichnungen
Im Mai 2011 wurde Reign als Penthouse Pet of the Month ausgezeichnet. Sie wurde im Jahr 2013 als „Crossover Star of the Year“ bei den AVN Awards und als „Movie Entertainer of the Year“ bei den Exotic Dancer Awards nominiert. 2014 wurde sie für die XBIZ Awards als „Female Performer of the Year“ nominiert.